# Диалетеизм
Диалетеи́зм (от др.-греч. δίς — «дважды, двукратно» и ἀλήθεια — «правда, истина») — взгляд в современной неформальной логике и философии, согласно которому существуют подлинные противоречия, то есть предложения, являющиеся одновременно истиной и ложью. При этом допускается существование диалетей — одновременно ложных и истинных предложений, либо же единовременное отрицание и утверждение (последний вариант разделяется философом Хартри Филдом). Стоит отметить, что диалетеизм не передаёт тривиального убеждения в истинности всех противоречий.
Некоторыми исследователями диалетеизм рассматривается как частный случай прагматического варианта дефляционной теории истины (либо его частное следствие).